# Десмонд Морріс
Десмонд Джон Морріс (англ. Desmond John Morris) — британський  етолог,  зоолог,  антрополог. Автор бестселера «Гола мавпа».

## Життя та діяльність
Десмонд Морріс народився 24 січня 1928 року в селищі Пустон (Північний Вілшир, Велика Британія). Навчався у школі Донтсі. 
Після служби в армії вступив до Бірмінгемського університету, який скінчив у 1951 році з червоним дипломом в галузі зоології. У 1954 році захистив докторську дисертацію і отримав ступінь доктора наук в  Оксфордському університеті. 
Працював в Зоологічному товаристві Лондона як куратор по ссавцях у  Лондонському зоопарку. У 1950-х роках вів на телебаченні програму «Час зоопарку» (англ. Zoo Time).
У 1967 році Десмонд Морріс став всесвітньовідомим завдяки своїй книзі «Гола мавпа» (англ. The Naked Ape), в якій було викладено його версію теорії походження людини. Пізніше Моррісом були написані книжки: «Людський звіринець» (англ. The Human Zoo, 1969), «Голий чоловік», «Гола жінка» тощо.
В доповнення до наукової діяльності Десмонд також є художником-сюрреалістом і зробив великий внесок в британський сюрреалістичний рух.